# Jet Lag (film)
Pour les articles homonymes, voir Jet Lag et Unfinished Business.
Pour plus de détails, voir Fiche technique et Distribution.
Jet Lag ou Affaires non classées au Québec (Unfinished Business en version originale) est une comédie américaine réalisée par Ken Scott et sortie le 20 mai 2015.

## Synopsis
Le patron d'une petite société et ses deux associés sont sur le point de finaliser l'un des plus gros contrats de leurs carrières. Alors que tout devait se dérouler sans accroc, une concurrence inattendue vient leur mettre des bâtons dans les roues. Leur voyage en Europe tourne au désastre.

## Fiche technique
- Titre : Jet Lag
- Titre québécois : Affaires non classées
- Titre original : Unfinished Business
- Réalisation : Ken Scott
- Scénario : Steven Conrad
- Photographie : Oliver Stapleton
- Montage : Jon Poll et Michael Tronick
- Musique : Alex Wurman
- Costumes : David C. Robinson
- Décors : Luca Tranchino et Bernhard Henrich
- Producteur : Todd Black, Jason Blumenthal, Anthony Katagas et Steve Tisch
  - Coproducteur : Christoph Fisser, Henning Molfenter et Charlie Woebcken
  - Producteur délégué : David J. Bloomfield
  - Producteur exécutif : Jasmin Torbati
- Production : Regency Enterprises, New Regency Pictures, Escape Artists et Studio Babelsberg
  - Coproduction : Studio Babelsberg
- Distribution : 20th Century Fox
- Pays de production :  États-Unis
- Genre : Comédie
- Dates de sortie :
  - Australie : 5 mars 2015
  - USA, Canada, Royaume-Uni : 6 mars 2015
  - Royaume-Uni : 7 novembre 2014
  - Italie : 7 mai 2015
  - France : 20 mai 2015

## Distribution
- Vince Vaughn (VFB : Arnaud Léonard ; VQ : Daniel Picard) : Dan Trunkman
- Tom Wilkinson (VFB : Daniel Nicodème ; VQ : Vincent Davy) : Timothy McWinters
- Dave Franco (VFB : Sébastien Hébrant ; VQ : Nicholas Savard L'Herbier) : Mike Pancake
- Sienna Miller (VFB : Guylaine Guibert ; VQ : Catherine Proulx-Lemay) : Chuck Portnoy
- June Diane Raphael (VFB : Véronique Biefnot ; VQ : Bianca Gervais) : Susan Trunkman
- Nick Frost (VFB : Michel Hinderyckx ; VQ : Tristan Harvey) : Bill Whimlsley
- James Marsden (VFB : Pierre Lognay ; VQ : Martin Watier) : Jim Spinch
- Britton Sear (VFB : Isaac van Dessel ; VQ : Charles Sirard-Blouin) : Paul Trunkman
- Ella Anderson (VFB : Noa Lecot) : Bess Trunkman
- Bonita Friedericy : Helen Harlmann
- Phyllis Gordon : la femme d'affaires
- Ken Scott : le touriste à l'hôtel allemand
- Simone Hanselmann : la réceptionniste de l'office du tourisme allemand
- Christian Sengewald : l'étranger allemand

 Sources et légendes : version française (VFB) selon le carton du doublage français sur le DVD zone 2 ; version québécoise (VQ) sur Doublage.qc.ca 